# Football à la télévision
 (avril 2021).
 (avril 2021).

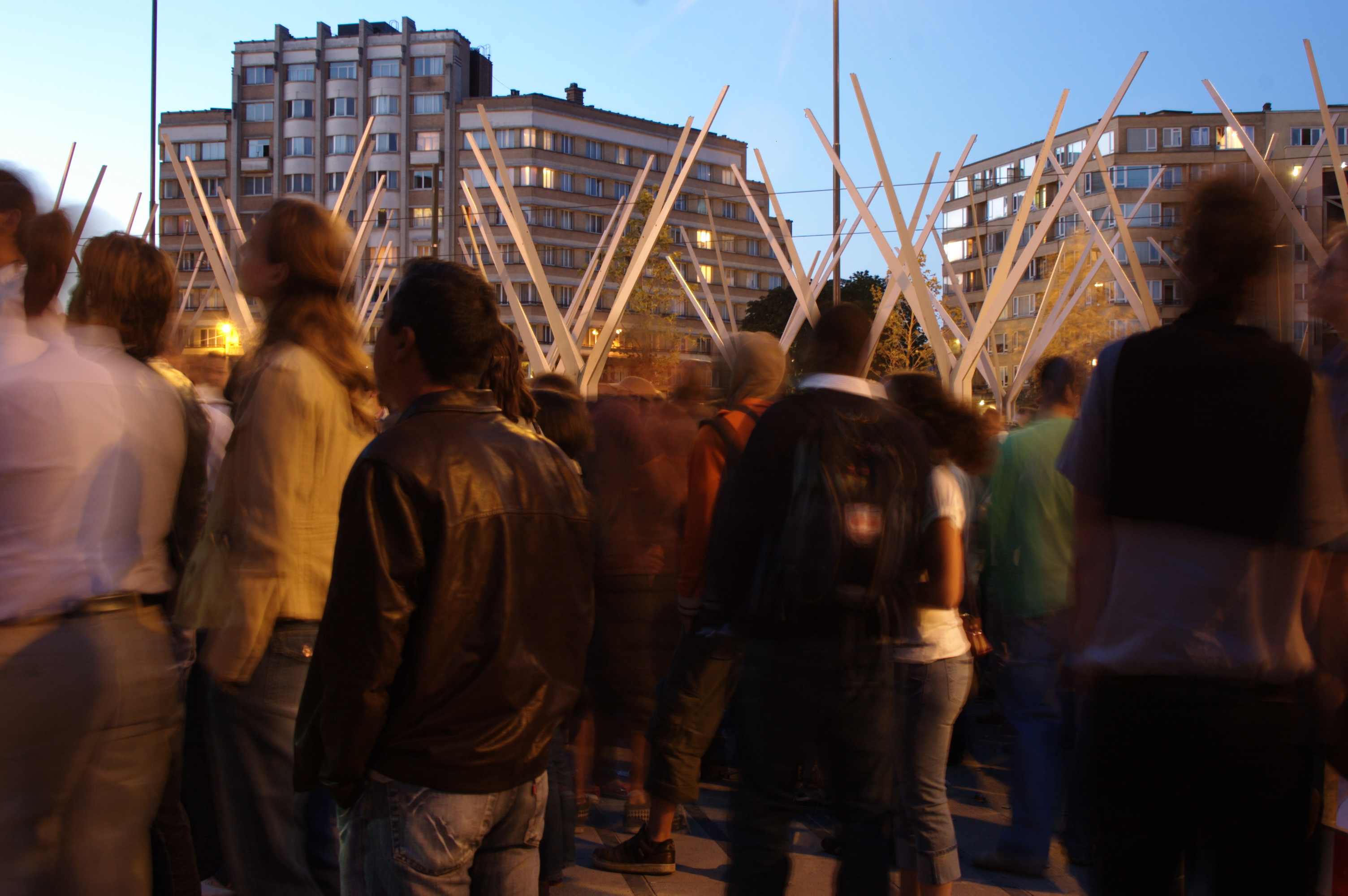
Supporters rassemblés pour la diffusion en direct d'un match de football devant un bar à Bruxelles.

Le football à la télévision est la diffusion à la télévision de matchs et d'émissions relatives au football.
Historiquement, les matchs de football étaient peu diffusés à la télévision, en partie pour des raisons techniques. Aujourd'hui, ils le sont davantage, les chaînes ayant massivement investi dans ce sport. Le montant des investissements pour la diffusion des matchs est ainsi de plus en plus important : plusieurs milliards d'euros sont aujourd'hui injectés chaque saison dans le football.
Étant le sport le plus populaire au monde, la diffusion du football devenue un facteur majeur dans le développement de certaines chaines accessibles par abonnement. Cette diffusion permet aux chaines de dégager des revenus importants, mais conduit à des conflits entre chaines lors des appels d'offres, surtout pour les évènements footballistiques les plus suivis au monde tels que la Coupe du monde de football, le Championnat d'Europe des nations, la Ligue des champions de l'UEFA, voire le Championnat d'Angleterre de football.

## Histoire

### Les débuts
Dès 1927, Ernest Chamond prévoit que le football deviendra une part importante de la programmation télévisuelle. Passionné de football, il effectue régulièrement des voyages à Londres où il assiste à de nombreux matchs. En 1927, il rencontre le britannique Baird Thomas Spalding [réf. nécessaire]) qui expérimente alors ses premiers téléviseurs. Ernest Chamond joue un rôle décisif en France durant les années 1930 dans le développement de la télévision. À la suite notamment des travaux du Britannique John Logie Baird et de Vladimir Zworykin, la télévision devient une réalité en 1932.
Les premières retransmissions expérimentales sportives ont lieu en Allemagne à l'occasion des Jeux olympiques d'été de 1936. À la suite des Jeux, des images de la rencontre Allemagne - Italie du 15 novembre 1936 sont diffusées en direct, malgré de nombreuses pannes des caméras [réf. nécessaire]).
La première véritable retransmission d'un match de football à la télévision est effectuée le 16 septembre 1937 : la BBC diffuse un match d'entraînement de l'Arsenal. Cette équipe est choisi en raison de sa proximité avec les studios de télévision de l'Alexandra Palace. À la fin de la saison 1937-1938, la finale de la FA Challenge Cup anglaise est diffusée en intégralité et en direct sur la BBC le 30 avril 1938. On estime à 10 000 le nombre des téléspectateurs, pour 93 497 spectateurs à Wembley [réf. nécessaire]).

### Années 1950
Le 24 septembre 1950, malgré l'opposition des clubs néerlandais vis-à-vis des retransmissions télévisées, un match du PSV Eindhoven est diffusé à la télévision. Le lien entre la société Philips et le PSV explique la raison de cette diffusion. 
Ailleurs en Europe, comme en Angleterre Sunderland propose d'interdire la diffusion de matchs en direct à la télévision anglaise car cela ferait diminuer le nombre de spectateurs dans les stades. La BBC propose alors de diffuser seulement les finales de la FA Cup et de remplacer les matchs classiques par des programmes éducatifs liés au football avec des arbitres et des entraîneurs commentant règles du jeu, techniques et tactiques. En 1952 et pour la première fois depuis 1938, la finale de la FA Challenge Cup n'est pas retransmise en direct par la télévision britannique. Les clubs n'ayant pas trouvé d'accords avec les diffuseurs. 
Après la seconde guerre mondiale, la France programme pour la première fois du football à la télévision, en prévoyant la diffusion de la finale de la Coupe de France (le 4 mai 1952) entre l'OGC Nice et les Girondins de Bordeaux. Le 9 octobre 1952, l'équipe de France est diffusée pour la première fois en direct, face à l'Allemagne. Il est estimé que 40 000 foyers sont équipés de téléviseurs en France. La veille de l'évènement, plus de mille postes sont vendus.
À la suite de la signature d'un accord entre la chaîne nationale italienne et les autorités organisatrices du Calcio, l'émission « La Domenica Sportiva » est diffusée le même jour que l'inauguration de la RAI en Italie le 3 juin 1954. Trois jours plus tard, l'Italie est l'un des huit pays cofondateurs de l'Eurovision avec la Belgique, le Danemark, le Royaume-Uni, les Pays-Bas, l'Allemagne, la Suisse et la France. L'Eurovision est diffusée du 16 juin au 4 juillet 1954, afin de pouvoir diffuser certains matchs la Coupe du monde 1954 se disputant en Suisse. Neuf rencontres sont concernées en France. Le premier match de l'histoire de la Coupe du monde diffusé en direct est le match France - Yougoslavie du 16 juin. L'Italie attend l'arrivée de la Squadra Azzurra (24 juin) pour diffuser son premier match de football en direct (Italie - Égypte).
Dès la fin de l'année 1954, les relations entre football et télévision deviennent tendues. La première crise de ce type en France débute le 4 décembre 1954. La fédération française de football bloque les retransmissions ; les chaines de télévision répliquent en ne donnant plus les résultats de football. Seule la finale de la Coupe de France est retransmise en 1955 en France. Même situation en Angleterre : les clubs anglais décalent à 1956 une offre d'ITV à hauteur de 40 000 £ pour retransmettre en direct la seconde période de 35 matchs par saison. Depuis 1955, pourtant, la BBC propose des résumés des matchs de championnat. La situation s'apaise en France et on assiste à une grande première le 29 décembre 1956 avec la retransmission d'un match du Championnat de France en direct (Stade de Reims - FC Metz). L'ORTF paye au Stade de Reims la différence entre la recette du jour et la moyenne des recettes du club. Un parfait exemple de la philosophie du « dédommagement » appliquée par l'ORTF. Cette première reste sans suite. Le parc est alors estimé à 700 000 téléviseurs en France. En Italie, le contrat de trois ans qui autorisait le RAI à diffuser en soirée des extraits de matchs arrive à son terme en juin 1957. Les instances du football italien réclament 100 millions par an, alors que la RAI n'en propose que 30. Le Calcio ferme ses stades aux caméras de télévision et même aux retransmissions radios. En septembre 1957, Matt Busby, entraîneur de Manchester United, résume la situation en réclamant pour ses joueurs les mêmes égards qu'ont les vedettes de cinéma : « Les footballeurs doivent être payé sur leur valeur. Pas de rétribution, pas de télévision. »
La crise concerne exclusivement les matchs de championnat et n'empêche pas la télévision de retransmettre les rencontres internationales. Les matchs de Coupe d'Europe permettent ainsi à l'Espagne, où la télévision vient d'être inaugurée, de diffuser pour la première fois un match de football en direct : Ipwish - Séville, le 30 mai 1957. Certains matchs de prestige (amicaux ou de Coupe d'Europe) sont proposés à la télévision française par les clubs, mais la télévision refuse de diffuser ces matchs comme le Racing-Honved ou le Reims-Vörös Lobogó en 1955.
Même situation avec les matchs des équipes nationales. Lors du mondial suédois de 1958, la télévision française diffuse le 24 juin 1958 la demi-finale entre la France et le Brésil en direct. On estime à huit millions le nombre de Français qui assistèrent à cette rencontre. On garde en mémoire les attroupements devant les magasins de téléviseurs à l'heure du match alors que le parc comprend environ un million de téléviseurs en France.
En 1959, la télévision française diffuse douze matchs de football en direct, mais aucun de l'équipe de France. La décennie s'achève sur une nouvelle crise qui éclate le 12 novembre 1959 à la suite de la diffusion en France du match Hongrie - Allemagne. En fait, la crise de 1954 n'est toujours pas réglée, et lassé d'être interdit de football par la FFF, Raymond Marcillac prend l'initiative de diffuser cette rencontre. Le parc est alors estimé à un million et demi de téléviseurs en France. La moitié du territoire français est désormais couvert par les ondes télévisuelles. La chaîne unique française diffuse en moyenne six à sept heures de programmes par jour. Les fabricants de téléviseurs font pression pour autoriser la diffusion de matchs.
En février 1959, la télévision espagnole assure la première diffusion du Clasico : Real Madrid - FC Barcelone.

### Les années 1960
La crise entre télévision et football se poursuit au début des années 1960. Le bureau fédéral de la FFF interdit toute retransmission de match en direct mais, Eurovision oblige, la chaîne unique française diffuse le 2 mars 1960 le match retour de la Coupe des clubs champions européens : Real Madrid - OGC Nice. Le parc est alors estimé à deux millions de téléviseurs en France. Ce match est la première retransmission de l'Eurovision en provenance d'Espagne. Outre les rencontres en direct, les discussions sont compliquées pour les matchs en différé. La télévision diffuse le 13 mars 1960 la rencontre Espagne - Italie en léger différé à 17h30, alors que la FFF avait demandé la diffusion à 18h. La FFF fait de cette demi-heure de décalage une affaire de principe et interdit la diffusion du match France - Chili trois jours plus tard, pour lequel un accord avait été difficilement trouvé. Le 27 mars 1960 la chaîne française diffuse la seconde période du match Autriche - France en différé à 18 heures, comme demandé par la FFF. Cette solution déplaît à l'ORTF ; les téléspectateurs connaissant déjà le résultat par la radio, ils sont peu nombreux à suivre la retransmission.
Le 3 avril 1960, Georges Briquet, commentateur sportif à la radio des années 1930 à 1950 et rédacteur en chef de la RTF, est nommé conciliateur dans le conflit qui oppose la télévision et la FFF. Des accords entre la télévision française et la FFF mettent fin à la crise le 4 février 1961. En fait, les autorités du football français autorisent les retransmissions au compte-gouttes, et rarement un match complet et en direct.
Les mêmes rapports tendus apparaissent entre football et télévision britannique. En 1960, la ligue anglaise signe un contrat pour la diffusion en direct de 26 matchs de championnat par saison pour 47 000 £. La seconde période d'un seul match est finalement diffusée (Blackpool - Bolton), car les clubs bloquent cet accord signé sans leur avis. Il faudra attendre 23 ans pour revoir une image du championnat anglais en direct à la télévision britannique.
Du 30 mai au 17 juin 1962, la Coupe du monde au Chili permet à l'EBU/UER d'opérer pour la première fois de son histoire hors d'Europe afin d'assurer la diffusion de plusieurs matchs en Europe.
Le 22 août 1964 est marqué par les débuts de l'émission britannique « Match of the day » qui propose un résumé du match vedette de la journée de championnat. Le premier match, Liverpool FC - Arsenal FC, ne bénéficie que d'une audience médiocre (75 000 téléspectateurs) en raison de la diffusion sur la BBC, alors peu accessible. L'année suivante, ITV réplique avec son émission « Big Match » qui propose le dimanche après-midi des résumés de la journée de championnat disputée la veille.
À la recherche de financements, les autorités du football français ouvrent ses stades aux caméras pour des matchs de championnat et de coupe en direct à partir de 1964. Deux matchs par mois sont diffusés en direct dont quatre matchs de championnat de Division 1. Les rencontres de championnat de D1 de la saison 1964-65 concernés sont : Nîmes Olympique - FC Nantes (20 février 1965), Stade rennais - FC Nantes, RC Lens - Girondins de Bordeaux et Girondins de Bordeaux - Stade rennais. Trois matchs de Coupe de France, dont la finale, sont également concernés par l'accord. On notera le montant de 50 000 FRF de dédommagement par match au club recevant. Ce montant n'est pas négligeable pour l'époque, mais pas suffisant pour contenter les clubs et les supporters. Rennes refuse ainsi d'inaugurer ce contrat en recevant Valenciennes ; Nîmes accepte. Le parc est alors estimé à six millions et demi de téléviseurs en France. Quatre matchs de championnat de D1 de la saison 1965-66 sont diffusés en direct par l'ORTF : Sedan - Bordeaux, Sochaux - Nantes, Angers - Valenciennes et Stade Français – Sochaux.
Du 11 au 30 juillet 1966, dix ou onze matchs (selon les sources) de la World Cup anglaise sont diffusés en direct par la télévision française. Une quinzaine d’autres rencontres ont droit à un différé dans l'Hexagone. 400 millions de téléspectateurs dans 36 pays dont 33,5 millions de Britanniques assistent à la finale via la télévision. Cette Coupe du monde marque également durablement les esprits au niveau de la qualité de la réalisation, du nombre de caméras utilisées, des angles des prises de vue et de l'introduction d'une nouveauté technique : le ralenti. La réalisation « à l'anglaise » reste la référence jusqu'à la fin des années 1980.
Dans la foulée de la World Cup, la League anglaise repousse le pont d'or de la BBC qui proposait 781 000 £ pour 35 matchs en direct (1967). Hostile à toutes retransmissions au Royaume-Uni, la League anglaise accepte en revanche, et contre paiements de solides droits, la diffusion de matchs du championnat d'Angleterre loin du Royaume-Uni. En Australie, le match anglais hebdomadaire réalise ainsi les meilleures audiences tous programmes confondus (1,5 million de téléspectateurs en moyenne) avec une rencontre pourtant vieille de quatre jours. Un match italien est également diffusé chaque semaine en Australie pour des taux d'audiences battus seulement par le match anglais. La télévision australienne (4 chaînes : 1 publique et 3 privées) consacre 12 heures par semaine au football.
Aux États-Unis, CBS diffuse la 16 avril 1967 le premier match du championnat NPSL, ancêtre de la NASL. L'audience est encourageante pour cette première (6,2 % d'audience et 22,8 % de part de marché) mais les chiffres se tassent dès la fin du mois de mai 1967. La NASL voit le jour la saison suivante mais les audiences des rencontres diffusées par CBS sont médiocres : 1,7 % d'audience pour 7,4 % de part de marché le 27 avril 1968 à l'occasion de l'ouverture de la NASL.
En octobre 1967, l'audience médiocre du match France - Belgique (27,9 % de part d'audience contre 61,7 % au feuilleton de la chaîne d'en face) pourrait être interprétée comme une marque de désintérêt du public. Elle est surtout le symbole des problèmes techniques que rencontre l'ORTF. Images lugubres et déformées, commentaires hasardeux, la télé française n'est pas franchement un bon ambassadeur du foot. On regrette les prises de vue « à l'anglaise » de la World Cup 1966.
À la fin des années 1960, l'ORTF diffuse quelques matchs de championnat de D1 en direct. Red Star - Nantes et Sedan - Marseille en 1967-1968 puis AC Ajaccio - Sedan, Lyon - St-Étienne, Rouen - Nantes, Nancy - Reims, Sedan - Metz, Bordeaux - St-Étienne et Angers - Angoulême en 1968-1969. Le 10 novembre 1968, toutefois, Le match Red Star - St-Étienne est déprogrammé à la dernière minute par l'ORTF. Les clubs peuvent désormais arborer de la publicité sur leur maillot, mais cette innovation déplait à la télé qui se refuse à diffuser des rencontres d'homme-sandwich. Le parc est alors estimé à dix millions de téléviseurs en France. La télévision française ouvre également son antenne à la publicité en 1968. Certains craignent l'overdose publicitaire et traquent presque maladivement la fameuse publicité « clandestine ». Signalons que les maillots posent problème alors que les panneaux publicitaires ceinturant les stades depuis le XIXe siècle sont admis.
Le 6 mars 1969, signature d'un accord entre la FFF et l'ORTF sous la haute autorité du ministère de l'information fixant les diffusions de matchs de football. Les téléspectateurs français pourront voir quinze secondes périodes de matchs de D1 en différé, cinq matchs de Coupe de France, et la finale du championnat de CFA, notamment. À la suite de « l'affaire Vittel », la LNF est toutefois contrainte de rendre aux clubs pros le droit de traiter avec l'ORTF. La Ligue voulait imposer à tous ses clubs un sponsor maillot unique : Vittel. Bordeaux, viticulture oblige, refusa et poussa la LNF à revoir sa copie en matière de droits TV. Les clubs sont désormais libres de négocier avec l'ORTF, mais avec un prix minimum de 120 000 FRF pour un match de Division 1.
La diffusion en direct par l'ORTF du match de championnat de D1 Lyon - Rennes le 8 novembre 1969 a lieu devant seulement 894 spectateurs. Cette affluence famélique signe l'arrêt de mort des retransmissions en direct des matchs de championnat. Quatre jours plus tard, en violation des accords internationaux et contre l'avis de la FFF, l'ORTF diffuse en direct le match de Coupe d'Europe Legia Varsovie - AS Saint-Étienne. À la suite de cet incident et du chiffre catastrophique d'affluence enregistré pour Lyon -Rennes, les rapports entre l'ORTF et la FFF se crispent encore.
En 1969, la FA anglaise accepte contre 120 000 £ la diffusion des six matchs du tournoi britannique en direct. La chute des affluences de plus d'un tiers par rapport à l'édition précédente qui n'était pas retransmise pousse la FA à ne pas renouveler l'opération.

### Les années 1970
La Coupe du monde 1970 a lieu au Mexique du 31 mai au 17 juin 1970. Malgré l'absence de la France, la télévision française diffuse 20 des 32 matchs de l'épreuve (12 en direct, 8 en différé). La finale est diffusée dans 52 pays pour environ 600 millions de téléspectateurs. 30 millions de spectateurs italiens assistent à la demi-finale Italie-Allemagne puis à la finale Brésil-Italie. Pour la première fois, la Coupe du monde est transmise en couleurs.
La crise entre football et télévision connaît une nouvelle illustration en France le 29 septembre 1970. Marcel Leclerc, président de l'Olympique de Marseille, refuse à l'ORTF le droit de diffuser le match de Coupe d'Europe OM - Trnava. L'affaire prend une mauvaise tournure quand Michel Drucker tire à boulets rouges sur le président de l'OM. Pour une fois, l'OM de Leclerc recevra sur ce cas l'entier soutien de la FFF.
En 1971, avant d'éventuels accords avec les clubs, seuls 5 matchs devaient être retransmis à la télévision française : 2 matchs de l'équipe de France (contre l'Espagne et la Hongrie), les 2 finales de Coupe d'Europe (Coupe des Coupes et Coupe des Champions), ainsi que la finale de la Coupe de France.
Du 13 juin au 7 juillet 1974, la Coupe du monde 1974 se tient en Allemagne. Elle est diffusée dans 80 pays pour un public estimé de 700 à 800 millions de téléspectateurs. Malgré une nouvelle absence de la France, la télévision française diffuse 24 des 38 matchs de la Coupe du monde (17 en direct, 7 en différé).
Le 31 mai 1975, la finale du premier championnat de France féminin est diffusé en direct sur la télévision française. Quelques jours plus tôt, une demi-finale avait déjà connu les honneurs du direct TV. Hélas pour le football féminin français qui avait une très belle carte à jouer sur la scène nationale et internationale, cette expérience de foot féminin à la TV reste sans suite. Il faudra attendre un quart de siècle pour revoir un match de football féminin en direct à la télé française.
L'ORTF éclate en chaines indépendantes le 6 janvier 1975 et ce début de concurrence s'avère positive pour le football. La rivalité entre TF1 et Antenne 2 éclate à propos de l'épopée stéphanoise en 1976. Un tirage au sort est même organisé pour savoir laquelle des deux chaines retransmet la rencontre des Verts. À l'occasion de la participation de l'AS Saint-Étienne à la finale de la Coupe d'Europe des Clubs Champions face au Bayern Munich en mai 1976, la télévision française, à l'image du pays, se met franchement au « Vert ». C'est le summum de la vague verte qui réveille la France du football. Tout le monde prend conscience que le football est le seul sport capable de provoquer de tels mouvements populaires en France. Les mesures d'audience sont très aléatoires à l'époque, mais il est clair que ce match constitue l'une des toutes meilleures audiences télé de tous les temps en France. Un mois après la finale de la Coupe d'Europe des Clubs Champions et la fin de l'épopée des Verts, la télévision française se désintéresse pourtant complètement du Championnat d'Europe des Nations dont la phase finale se déroule en Yougoslavie : aucun match n'est diffusé en France.
En septembre 1976, la Ligue propose à Antenne 2 de lui céder gratuitement les images des résumés de matchs contre la création d'un magazine hebdomadaire. Sadoul et Darmon veulent surfer sur la vague verte et réconcilier au passage télévision et football, en froid depuis l'introduction massive de la publicité autour des stades et sur les maillots. À la surprise générale, Antenne 2 refuse. Robert Chapatte et Roger Couderc repoussent ces propositions, précisant même qu'une émission qui proposerait des buts de football n'intéresserait personne. Chapatte (cyclisme) et Couderc (rugby) défendent en fait leurs petites chapelles. La saison suivante, la Ligue fait une offre payante à TF1 (450 000 francs), qui accepte : c'est la création de l'émission Téléfoot qui se tient à l'origine en fin de soirée le samedi (ou le vendredi), une demi-heure après la fin des matchs de Division 1. Pierre Cangioni assure les commentaires. Très content des résultats enregistrés par Téléfoot, TF1 renouvelle le contrat avec la Ligue pour 14 mois contre 1,5 million de francs par saison en 1978. Un an plus tard, le prix par saison monte à 3 millions de francs.
La Coupe du monde a lieu en Argentine du 1er juin au 25 juin 1978. Sur 38 matchs joués, 22 sont diffusés en direct et 8 en différé en France. La compétition est diffusée pour la première fois en Chine. La finale est retransmise dans 90 pays pour une audience estimée à un milliard de téléspectateurs.
Les années 1978/1979 sont marquées en Angleterre par le « Snatch of the day » d'ITV. Jalouse des audiences de la BBC le samedi soir lors de la diffusion de l'émission « Match of the day », ITV triple en mai 1978 l'offre de la BBC. Un accord est finalement trouvé en 1979 entre la BBC, ITV et la Football League : les deux chaînes diffuseront le magazine tant désiré une semaine sur deux. C'est un contrat de quatre ans.

### Les années 1980
- 14 juin/11 juillet 1982 : Coupe du monde en Espagne. Sur 52 matchs joués, 42 sont diffusés en direct et 5 en différé en France.
- 8 juillet 1982 Même si les mesures d'audience restent encore très aléatoires, on peut tout de même signaler la (très) grosse audience en France à l'occasion du match France-Allemagne lors de la Coupe du monde 1982 retransmis sur Antenne 2. Sevrés de football à la Télé, les téléspectateurs français pèsent désormais de tout leur poids ; la situation est condamnée à évoluer d'autant que la vieille garde de l'ORTF laisse place à de nouvelles têtes moins hostiles à payer le spectacle football à son juste prix. La philosophie du dédommagement tend enfin à disparaitre en France. Le parc est alors estimé à 21 500 000 téléviseurs en France.
- 11 juillet 1982 : Record d'audience de la TV italienne à l'occasion de la finale de la Coupe du monde 1982, Italie-Allemagne : 31,5 millions d'Italiens sont devant leurs postes.
- 29 septembre 1983 : Dernier exemple français de la philosophie du « dédommagement » avec le bradage opéré par le président Francis Borelli pour la diffusion du match de Coupe d'Europe PSG - Lokomotiv Sofia. Borelli accepte 50 000 FRF de TF1, mais la Ligue intervient et fixe le montant des droits de cette partie à 150 000 FRF. À titre indicatif, précisons que la recette aux guichets s'élevait ce soir-là à 4 700 000 FRF. Laval-Austria sera facturé 295 000 FRF les jours suivants. À l'image de Claude Bez, inflexible sur ce point, quitte à couper le faisceau du direct dix secondes avant le début du match, les clubs prennent du poil de la bête face aux télévisions françaises qui cherchent à maintenir au plancher les droits de retransmission.
- 2 octobre 1983 : Premier match de championnat d'Angleterre diffusé en direct sur une télévision britannique depuis 23 ans : Tottenham Hotspur-Nottingham Forest. Cette diffusion fait suite à un accord valable pour deux saisons à hauteur de 4,6 millions de livres plus 300 000 livres de compensation pour le club recevant prévoyant la diffusion de cinq matchs par saison en direct sur la BBC le vendredi soir et cinq matchs par saison en direct sur ITV le dimanche après-midi. ITV et la BBC chipotèrent pour renouveler le contrat concernant l'émission du samedi soir « match of the day » et poussèrent la Football League à la signature de cet accord.
- 1983-1984 : France 3 met en place un magazine de football nommé « Soir 3-football » sans demander l'autorisation de la FFF ou de la Ligue. TF1 attaque en justice en mettant en avant que la chaine payait plus de 3,3 millions de francs de droits pour Télé Foot 1. France 3 réplique en invoquant le droit à l'information. Cette affaire débouche sur la fixation en France de règles en matière de droit à l'information. Ce droit est invocable dans le cadre des journaux télé et pas dans celui de magazines[5].
- 1984 : Dans la foulée du titre de Champion d'Europe des Nations, accord avec les chaînes de télévision sous l'égide de la Haute-Autorité (ancêtre du CSA). Conséquence de ces accords : TF1 met la main sur le football avec « Télé-Foot », « Multi-Foot », le transfert de Thierry Roland-Jean-Michel Larqué d'Antenne 2 à TF1 et la diffusion des matchs de l'équipe de France. TF1 s'affiche alors clairement comme « la » chaîne du football avec un montant pour les contrats s'élevant à 10 millions de francs. Canal+, qui lance ses programmes le 4 novembre 1984, obtient un excellent accord indexé sur le nombre d'abonnés à la chaîne cryptée. Présentée à l'origine comme « la » chaîne du cinéma, Canal+ se mue rapidement en chaîne foot et ciné sur les conseils avisés de Bernard Brochand.
- 9 novembre 1984 : Premier match diffusé sur Canal +, cinq jours après ses débuts : Nantes - Monaco. Un match de chaque journée de championnat est désormais diffusé sur la chaîne cryptée. C'est toujours le cas aujourd'hui (deux matchs en direct de chaque journée sont en fait aujourd'hui diffusés sur Canal+). Canal verse 250 000 FRF pour 200 000 abonnés par match. Le montant est indexé sur le nombre d'abonnés ; plus Canal a d'abonnés, plus les matchs coûtent cher.
- 1985 : Les présidents des clubs anglais refusent l'accord proposé par la BBC et ITV à la Football League. Les télés proposent 19 millions de livres, mais les clubs veulent beaucoup plus. Les télés ne cèdent pas et pour la première fois depuis trois décennies, la saison anglaise n'est pas couverte par la télévision!
- Mars 1985 : Canal+ diffuse en clair le match Bordeaux-Dniepr. C'est un tollé chez les concurrents, mais les abonnements décollent (enfin!) après six premiers mois très laborieux.
- Avril 1985 : TF1 débourse 2 millions de francs pour diffuser le match Bordeaux-Juventus, demi-finale retour de la Coupe d'Europe des Clubs Champions.
- 31 mai/29 juin 1986 : Coupe du monde au Mexique. Tout comme en 1970, les matchs sont disputés à midi et en milieu d'après midi afin de permettre des diffusions en « prime time » sur le vieux continent, décalage horaire oblige. L'événement est diffusé dans 166 pays. Pour la première fois, tous les matchs sont retransmis en France : 39 en direct et 13 en différé.
- 1986 : Tout compris, la télévision a versé au football français environ 65 millions de francs durant l'année 1986 en droits de diffusion. Les sommes deviennent très élevées et profitant de la concurrence entre les chaînes à la suite de la privatisation de TF1 et à l'émergence de Canal+, la Ligue et la FFF peuvent désormais se passer de l'arbitrage de l'ex-Haute-Autorité de l'audiovisuelle et fixent elles-mêmes les règles prévalant pour l'acquisition des droits. C'est la mort de l'âge du dédommagement et l'entrée en jeu d'une pratique qui fera bientôt la fortune du football : l'appel d'offres.
- 18 avril 1987 : Le président de la Ligue en fait l'annonce devant le Conseil Fédéral réunit au Havre : plus de 200 millions de francs rentreront dans les caisses du football français lors de la saison 1987-1988 à la suite des nouveaux accords signés avec les différents diffuseurs. Canal+ compte il est vrai plus de 1,8 million d'abonnés et devra désormais payer entre 2 et 3 millions pour chaque match de championnat diffusé. TF1 débourse un million de francs pour chaque numéro du magazine hebdomadaire « Télé-Foot » (contrat de cinq ans). Le cours du match international est fixé à 6 ou 7 millions pour TF1 ou La Cinq, nouvelle venue. Le prix de la finale de la Coupe de France s'envole en passant de 800 000 à 7 millions de francs. Sur les 200 MF engrangés, 36 sont pour la FFF et 164 pour la Ligue qui redistribue à ses clubs à raison de 5 MF pour la saison pour un club de D1, 1,3 MF en D2.
- 22 avril 1987 : La Cinq paye plus de 4 millions de francs pour diffuser le match Bordeaux-Leipzig. C'est première fois qu'une chaîne privée à diffusion gratuite retransmet un match en France.
- Mai 1988 : Afin de contrer une offre d'un opérateur de télévision par satellite, ITV décroche un contrat de quatre saisons avec la Football League anglaise pour quelque 52 millions de livres, soit environ 120 millions de francs par saison.

### Les années 1990
- 9 juin/8 juillet 1990 : Coupe du monde en Italie. Les droits télé s'élèvent à environ 390 millions de francs au niveau mondial.
- 1990 : Lancement sur Canal+ de l'émission « L'Équipe du Dimanche » présentée par Pierre Sled. Diffusé en deuxième partie de soirée, L'EDD présente des résumés des matchs des championnats étrangers.
- 1990 : Neuf des quarante meilleures audiences de la TV française sont des matchs de football diffusés en direct cette année.
- 1990 : estimé en 1980 à moins de 1 % dans le budget des clubs de football professionnels français, les droits TV pèsent désormais 23 %. Le parc est alors estimé à 31 000 000 téléviseurs en France.
- Juin 1991 : Afin de stimuler la concurrence en championnat de France, produit phare de la chaîne, Canal+ reprend le Paris Saint-Germain. L'OM de Bernard Tapie truste en effet à l'époque les titres nationaux.
- Mai 1992 : Sky enlève un contrat de quatre saisons pour la diffusion du Premiership anglais à hauteur de 304 millions de livres, soit environ 750 millions de francs par saison. Afin de valoriser leur élite, les Anglais forment en effet un Premiership à l'image des Écossais ou des ligues amateurs britanniques.
- Juin 1992 : Euro 1992 en Suède. Les droits de diffusions TV atteignent 540 millions de francs au niveau mondial.
- 18 juin/17 juillet 1994 : Coupe du monde aux États-Unis. On estime l'audience globale mondiale à 32 milliards d'individus. Les droits télé s'élèvent à environ 460 millions de francs au niveau mondial. La FIFA a très mal vendu ses droits et elle hérite d'une réputation de bradeuse. Elle rectifie le tir en repensant totalement la commercialisation de la Coupe du monde.
- 1995 : Sky enlève un contrat de cinq saisons avec la Football League anglaise (équivalent D2 à D4) pour quelque 125 millions de livres, soit environ 220 millions de francs par saison.
- Juin 1996 : Renouvellement du contrat avec SKY concernant le Premiership anglais. C'est un pont d'or pour quatre saisons à hauteur de quelque 670 millions de livres, soit plus de 1,5 milliard de francs par saison !
- Juin 1996 : Euro 1996 en Angleterre. Les droits de diffusions TV atteignent 650 millions de francs au niveau mondial.
- 3 juillet 1996 : La FIFA attribue au groupe allemand Kirch les droits mondiaux sur les Coupes du monde 2002 et 2006 pour 12 milliards de francs.
- 3 septembre 1996 : Diffusion de la première journée de championnat de France en mode « pay per view » par une filiale de Canal+. Depuis cette date, tous les matchs de championnat de France de D1 sont diffusés en direct par la télévision française. C'est encore le cas aujourd'hui (deux matchs). Les championnats amateurs et féminins sont totalement ignorés par les télévisions françaises. À ce niveau, il y a un recul par rapport aux années 1960 et 1970, ouvertes au CFA et aux féminines. Contre toute attente, les stades ne se vident pas mais connaissent au contraire une forte poussée des affluences.

- Juin-juillet 1998 : Lors de la Coupe du monde 1998, Les diffuseurs de la compétition étaient TF1 et France Télévisions pour les principales rencontres en diffusion libre et Canal+ pour l'ensemble des rencontres en diffusion payante. M6 dans la logique de contre-programmation, décide de jouer la carte du 0 % football. Cette opération n'aura qu'un succès d'estime.
  - 12 juillet 1998 : Finale de la Coupe du monde au Stade de France. Le match embrase évidemment la France entière, et les audiences TV sont élevées : 25 millions en moyenne, dont 20,6 sur TF1. C'est le record absolu de la télé française depuis que les études d'audience sont opérationnelles en France. À l'occasion de ce match, la Une engrange une recette record de plus de 60MF ; le spot de 30 secondes de publicité atteint le montant record de 1,5 MF. On estime que 22 millions de Britanniques, 27 millions d'Allemands et 10 millions d'Américains ont notamment vu cette finale en direct pour un chiffre global mondial de 1,7 milliard de téléspectateurs. C'est la meilleure audience télévisée mondiale de tous les temps. L'audience globale mondiale de 40 milliards d'individus pour l'ensemble de la compétition marque également un record mondial. Les droits télé s'élèvent à environ 860 millions de francs.
- 1999 : création des premières chaînes françaises consacrées au football sur le bouquet Kiosque. Il s'agit des chaînes Foot+ et OM TV.

### Les années 2000
- 2000 : ITV qui lance un bouquet de télévision numérique, ITV-Digital, enlève un contrat avec la Football League (équivalent D2 à D4).
- 2000 : 1 % en 1980, 23 % en 1990 ; les revenus TV couvrent désormais 50 % des budgets des clubs professionnels français. Billetterie, merchandising et publicité génèrent les 50 % restants.
- 1999-2000 : Audiences moyennes des principales émissions consacrées au football français : Télé Foot (TF1) 2,7 millions, Jour de Foot (C+) 933 000 et D2Max 118 500.
- 2000-2001 : La chaîne câblée TV Breizh retransmet en direct plusieurs match du Stade Brestois (D3).
- Juin 2000 : Euro 2000 aux Pays-Bas et Belgique. Les droits de diffusions TV atteignent 770 millions de francs au niveau mondial. 20 279 040 de Français (en moyenne) suivent la finale face à l'Italie contre 21,3 millions d'Italiens. 18,4 millions d'Allemands, 14,9 millions de Britanniques et 7,1 millions de Hollandais sont également devant leurs postes de télé à l'occasion de cette finale.
- 18 octobre 2001 : ITV et BBC diffuseront finalement le prochain mondial au Royaume-Uni. L'accord avec Kirch culmine à près de 1 milliard 700 millions de francs (257 M€).
- 25 novembre 2001 Après l'Allemagne, le Royaume-Uni et l'Espagne, la France se met d'accord avec Kirch pour diffuser les matchs de la prochaine Coupe du monde. C'est finalement TF1 qui décroche ce contrat estimé à 1,1 milliard de francs ! Pour 168 millions d'euros, TF1 fait l'acquisition de tous les matchs de l'édition 2002 et de la moitié de ceux de l'édition 2006, dont les matchs de l'équipe de France, la finale et les demi-finales.
- 27 mars 2002 : ITV-Digital dépose le bilan. Les clubs de la Football League (équivalent D2 à D4) se retrouvent sans ressources TV qui entrent, dans nombre de budgets à hauteur de 50 %, voire 80 %. De nombreux clubs sont contraints de vendre leur stade afin de se maintenir à flot.
- 8 avril 2002 : Le groupe allemand Kirch dépose le bilan. Ce géant des médias contrôlait notamment les droits mondiaux sur les Coupes du monde 2002 et 2006, ou ceux de la Bundesliga.
- Juin 2002 : TF1 diffuse en exclusivité française la Coupe du monde 2002. Au niveau mondial, l'épreuve génère 41 100 heures de programmes (+ 38 % par rapport à 1998) pour 213 pays. Audience globale mondiale de 29 milliards de téléspectateurs en chute sévère, décalage horaire avec l'Europe et l'AmSud oblige (40 milliards en 1998). La finale est suivie par 1,1 milliard d'individus dans le monde (2e meilleure audience mondiale de tous les temps), dont 27 millions en Allemagne. Malgré le décalage horaire, TF1 réalise des audiences records : France-Danemark rassemble ainsi 9,3 millions de téléspectateurs à 8h30 du matin, soit plus de 90 % de part de marché !
- 5 août 2002 : signature d'un accord de quatre ans entre la Football League (équivalent D2 à D4) et SKY à hauteur de 95M£ pour la diffusion de 60 matchs par saison, dont 50 de D1 (équivalent D2).
- Août 2002 : la Premier League anglaise lance un appel d'offres pour la diffusion du Premiership pour la période 2004-2007.
- 20 août 2002 : à la demande des « petits » clubs de Serie A et B italienne, l'ouverture des championnats est reportée de deux semaines! Les « petits » clubs n'ont en effet pas signé d'accord avec la télé pour retransmettre leurs matchs, ainsi, pas moins de huit clubs de Serie A se retrouvent sans recettes TV. Contrairement aux Anglais ou aux Français, les clubs italiens traitent individuellement leurs droits TV. Avec un tel système, le blocage est inévitable. Les « grands » clubs et les chaînes de télé revoient leur copie afin de permettre au championnat de débuter.
- 14 mai 2002 : la Ligue française lance un appel d'offres pour les droits des championnats de France pour la période 2004-2007.
- 15 novembre 2002 : attribution des droits pour le championnat de France (2004-2007). Canal+ fait main basse sur la D1 en mettant en avant une offre élevée (480M euros par an), mais aussi son antériorité. Tous les matchs sont concernés par des diffusions cryptées (3 matchs par journée) ou en pay-per-view (les 7 autres matchs de la journée ; 6 en cas de retour à 18 clubs). TF1 ramasse des miettes (Télé Foot), tandis que France Télévision conserve la Coupe de la Ligue. À la surprise générale, les montants financiers en jeu (530M euros par an) sont en hausse de 40 % par rapport au contrat précédent (380M euros par an) ! Certains annonçaient en effet une stagnation et même une régression. TF1 n'admet pas cette défaite et contre-attaque. Une médiation se met en place ; un accord est inévitable.
- 16 novembre 2002 : après 27 ans d'attente, le football féminin a droit aux honneurs du direct sur une télévision française : Canal+. Le match décisif pour la qualification à la prochaine Coupe du monde face à l'Angleterre est diffusé. Aimé Jacquet, qui avait soumis l'idée à Canal, assure le commentaire.
- 2002 : selon une étude d’Eurodata TV, le football représente 60 % des programmes sportifs présents dans le top 10 toutes catégories dans 60 des 72 pays étudiés.
- 23 janvier 2003 : Le Conseil de la Concurrence suspend le contrat entre la Ligue et Canal+ sur la période 2004-2007.
- 23 avril 2003 : en appel, le contrat entre la Ligue et Canal+ est suspendu pour la saison 2004-2005 prévoyant un gel de la répartition des matchs et une augmentation des droits perçus de seulement 3 %. Les deux autres saisons en cause (2005-2007) seront attribuées dans un futur contrat. Ce dernier comprendra également la saison 2007-2008 et sera mis en concurrence au cours du second semestre 2004.
- 8 août 2003 : le bouquet britannique SKY débourse 1,024 milliard de livres sterling (soit environ 510M euros par an) pour les droits de diffusion du Premiership anglais pour la période 2004-2007. Le nombre des matchs télévisés passera de 106 à 138, dont 40 en pay-per-view. La BBC, avec un contrat de quelque 105 millions de livres sterling lui permettant de diffuser des extraits de matchs en différé, récupère les droits détenus aujourd'hui par ITV. Ceci permettra d'assister au retour du légendaire « Match of the Day ». Le montant total de ces droits est stable par rapport au contrat précédent.
- 12 août 2003 : la BBC et SKY se partagent les droits TV concernant les « big matchs » anglais pour la période 2004-2008 : équipes nationales, finale de FA Cup, finale de League Cup, Community Shield, matchs de la FA Cup.
- Septembre 2003 : les championnats d'Italie et d'Espagne sont touchés par la révolte des petits clubs, pénalisés par l'individualisation des droits TV. On évoque un temps le report du début des compétitions, mais un accord est trouvé in extremis… De toutes évidences, le principe de répartition collégiale des droits TV pratiqué en France, Royaume-Uni et Allemagne est bien plus efficace à l'usage. Elle est, en outre, plus juste. Cette répartition égalitaire est également pratiquée par les grandes fédérations professionnelles de sports américains (NFL, MLB, NBA et NHL), contrats locaux logiquement exclus.
- Septembre 2003 : le président de la Ligue française provoque l'irritation des télévisions en envisageant la création d'une nouvelle chaîne consacrée au football contrôlée par la Ligue. De plus, la LFP étudie la possibilité d'un contrôle total des images diffusées.
- 23 septembre/19 octobre 2003 La Coupe du monde féminine est retransmise dans 144 pays pour une audience globale cumulée de 526 millions de téléspectateurs. 11,4 millions d'Allemands et 3,8 millions de Suédois ont notamment suivi la finale.
- 16 décembre 2003 : La Commission européenne casse la dernière attribution des droits TV du Premiership, contraignant SKY à renoncer à son exclusivité. La BBC aura le droit de diffuser des matchs en direct. La commission indique en outre qu’elle préconise les procédures de ventes en lots en interdisant toute possibilité d’exclusivité pour une seule chaîne.
- 2003 : selon une étude d'audience d'Eurodata TV, le football a réalisé la meilleure audience TV de l'année (toutes catégories confondues, sport et non-sport) dans 13 des 72 pays étudiés malgré l'absence de compétitions majeures comme la Coupe du monde ou l'Euro.
- 25 janvier 2004 : la chaîne locale câblée/satellite VO'TV retransmet en intégralité et en léger différé le match Saint-Leu - Orly (DH Paris). C'est la première fois qu'une telle retransmission a lieu pour un match de niveau D6 en France.
- Février 2004 : TPS, contrôlé à 67 % par TF1 et à 33 % par M6, met la main pour trois saisons sur le Premiership anglais en France. Jusque-là, c’était le concurrent Canal+ qui possédait ce contrat. TPS enlève l’affaire contre quelque 30 millions d’euros, soit 200 % d’augmentation par rapport au contrat précédent.
- Mai 2004 : une étude d'Eurodata TV fait état du temps moyen passé devant des programmes consacrés au football dans les principaux pays européens. Période étudiée : janvier-avril 2004 : Ligue des champions et préparation de l'Euro oblige, le Portugal est très nettement en tête de ce classement avec 12h33 devant les Italiens (5h40), les Français (4h16), les Espagnols (3h52) et les Allemands (2h15).
- Mai 2004 : dopées par les superbes performances des clubs français en Coupes d'Europe et un championnat palpitant, les audiences télé des matchs de football qui se tassaient depuis trois saisons en France, repartent nettement à la hausse (environ + 30 % globalement sur la saison 2003-2004).
- Juin 2004 : Euro 2004 au Portugal diffusé en France par TF1 et France Télévisions (F2 et F3). Cet Euro marque une nouvelle explosion des droits avec une hausse globale de 375 % par rapport à l'Euro 2000 : les droits de diffusion au niveau mondial dépassent les 557 millions d'euros, dont 69 pour la France. À l'étonnement de beaucoup en Europe, chaînes de télé incluses, les audiences de cet Euro en « prime time » sont excellentes. Même les « petites » affiches de fin d'après-midi, Suède-Bulgarie ou Lettonie-République tchèque par exemple, attirent entre 4 et 5,5 millions de téléspectateurs en France… Même tendance hors de l'Hexagone avec des records d'audience qui tombent partout. Sur l'ensemble du premier tour, la hausse globale des audiences est de 26 % chez les cinq grands européens (Allemagne, Angleterre, Espagne, Italie et France) par rapport à l'Euro 2000.
- Août 2004 : revirement à 180° des autorités qui donnent le feu vert à un seul et même opérateur TV pour acquérir les droits de diffusion du championnat de France.
- 10 décembre 2004 : Canal+ enlève l’exclusivité sur le Championnat de France de football pour un montant record de 600 millions d’euros par saison, soit un montant en hausse de 62 % par rapport au contrat précédent.
- 2 janvier 2005 : publication des audiences télé en France pour l'année 2004. Cinq matchs de football occupent les cinq premières places du classement, tous programmes confondus. Dans le top 10, on trouve même six matchs de football (No 9 également).
- 10 mai 2005 : la Ligue professionnelle belge annonce qu'elle accepte l'offre de Belgacom pour l'achat des droits TV du championnat de Belgique pour la période 2005-2008. Montant du contrat : 36 millions d'euros, soit environ 150 % d'augmentation par rapport au contrat précédent.
- 13 août 2005 : le bouquet TPS lance une chaîne 100 % football : TPS Foot. Les programmes se limitent en fait de 18h00 à minuit en semaine et de 9h00 à minuit le samedi et le dimanche.
- 17 août 2005 : le retour de Zinédine Zidane en équipe de France de football a des répercussions en termes d'audience télé en France. Le match France-Côte d'Ivoire rassemble ainsi une moyenne de 9,6 millions de téléspectateurs ; c'est la meilleure audience de TF1 sur un mois d'août, tous programmes confondus, depuis onze ans.
- 26 août 2005 : première diffusion d'un match de D2 anglaise en direct sur une chaîne française (TPS Foot) : Queens Park Rangers FC-Sheffield Wednesday FC. Quelques jours plus tôt, un match en différé de ce championnat avait été diffusé sur cette même chaîne.
- Octobre 2005 : M6 annonce qu'elle diffusera en France les 31 matchs de la Coupe du monde 2006, laissés libres par TF1. M6 ne payera que 27 millions d'euros pour ces 31 rencontres alors que TF1 a déboursé 168 millions pour la totalité de la Coupe du monde 2002 et la moitié des matchs de Coupe du monde 2006, dont ceux de l'équipe de France, la finale et les demi-finales.
- 1er janvier 2006 : la meilleure audience télé de l'année en France, tous programmes confondus, est le match de football France-Chypre, qualificatif pour la Coupe du monde. Un autre match se trouve au 8e rang de ce classement (Irlande-France). On retrouve huit matchs dans le Top 100.
- 6 avril 2006 : attribution des droits TV pour la période 2006-2010 concernant l'équipe de France et la Coupe de France. TF1 conserve les droits sur les Bleus pour un montant de 45,35 millions d'euros par an, soit une augmentation de 60 % par rapport au contrat précédent. Un groupement unissant France Télévisions et Eurosport remporte l'appel d'offres de la Coupe de France pour un montant 14,15 millions d'euros par an (+ 27 %). Le grand perdant de ces appels d'offres est M6, candidat pour les deux lots.
- 8 mai 2006 : attribution des droits TV pour la période 2007-2010 concernant le championnat d'Angleterre. Six lots étaient proposés aux chaînes britanniques, générant 1,7 milliard de livres sterling de recettes, soit environ 850 millions d'euros par saison, soit une hausse de 70 % par rapport au contrat précédent[6].
- 9 juin-9 juillet 2006 : À l'occasion de la Coupe du monde de football de 2006 en Allemagne, les matchs sont diffusés dans plus de 200 pays. En France, TF1, M6, Canal+ et Eurosport assurent les retransmissions. Après l'adoption d'un nouveau système de cryptage par le bouquet français TPS, il devient impossible aux pays du Maghreb (Maroc, Algérie et Tunisie) de recevoir des images du mondial sans prendre un abonnement au bouquet saoudien ART, qui a acheté les droits de la Coupe du monde 2006 pour l'ensemble des pays arabes. Afin de calmer la population, le gouvernement algérien a acheté 300 000 cartes d'abonnement au bouquet ART tandis les hackers locaux sont parvenus à percer les codes de cryptage des images françaises. D'autres téléspectateurs ont réorientés leurs paraboles vers le satellite Astra afin de capter les images proposées gratuitement par les chaînes allemandes[7]. La finale France-Italie est suivie en moyenne par 22 143 700 téléspectateurs en France (TF1) contre 23 935 000 téléspectateurs en Italie (RAI).
- 1er janvier 2007 : publication des meilleures audiences télé de l'année 2006 en France. Neuf des dix meilleures audiences sont réalisées par des matchs de football (le film Les Bronzés font du ski est 9e ex-aequo). Vingt matchs figurent au Top 100 de l'année.
- 6 février 2008 : lors de l'appel d'offres des droits télé pour les 4 prochaines saisons du championnat de France de Ligue 1 (2008-2009 à 2011-2012), la somme récoltée par la Ligue de football professionnel s'élève à 668 millions d'euros, ce qui était mal engagé à l'issue du premier appel d'offres du 31 janvier 2008. Cet appel d'offres est marqué par l'attribution des matchs du samedi soir 21 heures à l'opérateur Orange, qui obtient aussi les droits des matchs de l'après-midi en direct sur mobile et un magazine en vidéo à la demande sur internet, le tout pour un montant de 208 millions d'euros. Pour sa part, Canal+ reste le diffuseur majoritaire de la Ligue 1 avec tous les matchs du dimanche soir dont les dix plus belles affiches de la saison, tous les matchs en paiement à la séance, le multiplex pour les 1re, 20e, 37e et 38e journées, conserve ses magazines habituels (Jour de foot, Les Spécialistes) et chipe celui du dimanche midi à France 2, ce qui signifie la fin de France 2 foot à l'issue de la saison 2007-2008. Pour tout cela, la chaîne cryptée a déboursé 460 millions d'euros. À l'image de France 2, les chaînes gratuites sont « éliminées » du paysage de la Ligue 1.
- En 2008, Euro oblige, le football s'assure les deux meilleures audiences de l'année avec les rencontres entre la France et l'Italie (13,2 millions sur M6) et la France et les Pays-Bas (12,6 millions). La finale de l'Euro (Allemagne-Espagne) est créditée de 11,2 millions de téléspectateurs en France.
- En 2009, la rencontre entre la France et l'Irlande, décisive pour la qualification pour la Coupe du monde 2010, rassemble 11,7 millions de téléspectateurs ; c'est la deuxième meilleure audience de l'année en France derrière le gala de charité des Enfoirés (12,3 millions). Le match entre la France et la Lituanie est neuvième meilleure audience de l'année en France avec 9,5 millions de téléspectateurs[8].

### Les années 2010
- Le 11 juin 2010 débute la 19e édition de la coupe du monde de football en Afrique du Sud : au niveau des audiences le match France-Uruguay rassemble plus de 15 millions de spectateurs avec un pic d'audience enregistré en fin de match à 18 millions, c'est la 2e plus grosse audience de l'année pour TF1. Ce record est battu le 17 juin avec le match France-Mexique qui lui rassemble 15,1 millions de spectateurs, c'est donc la plus grosse audience de l'année pour TF1. La finale elle rassemble plus de 14,1 millions de téléspectateurs pour le match des Pays-Bas contre l'Espagne (0-1), ce qui fait de cette audience la plus grosse jamais enregistré depuis la création de médiametrie pour un match hors équipe de France.
- Le 10 juin 2011, La Ligue Pro annonce que, pour la période 2011-2014, les droits TV pour le championnat de Belgique de football seront répartis entre Telenet Group (Trois top matchs décalés en direct, résumés, magazine hebdomadaire, supercoupe et gala du footballeur pro) et Belgacom TV (cinq matchs restant en direct) pour un montant de 166 millions d'euros. Telenet annonce dans la foulée que les droits pour les matchs en direct seront rétrocédés à VOO en Belgique francophone et que les résumés et le magazine hebdomadaire seront rétrocédés à la RTBF et à VTM. Une guerre commerciale est lancée dans les jours qui suivent : Belgacom TV annonce l'accès gratuit au multilive pour tous ses abonnés tandis que VOO annonce l'accès gratuit à tous ses abonnés disposant de certains packs (10 € par mois pour les abonnés ne disposant pas de ces packs).
- Le 23 juin 2011, la Ligue de Football Professionnel annonce la cession d'un lot de son appel d'offres au groupe qatari Al Jazeera pour les saisons 2012/13 à 2015/16[9].
- Le 2 septembre 2011, le match France-Albanie sur TF1 totalise 6,18 millions de téléspectateurs. Le 6 septembre 2011, le match France-Roumanie sur M6 totalise 6,17 millions de téléspectateurs.

## Données chiffrées

### Droits télévisés domestiques des principaux championnats
|   | Championnat    | Montant pour la saison 2017/18 |
| - | -------------- | ------------------------------ |
| 1 | Premier League | 2 359 M€                       |
| 2 | Bundesliga     | 1 159 M€                       |
| 3 | Liga           | 1 000 M€                       |
| 4 | Serie A        | 945 M€                         |
| 5 | Ligue 1        | 725 M€                         |
| 6 | SüperLig       | 555 M€                         |
| 7 | Premier-Liga   | 104 M€                         |

### Évolution des montants des droits télévisés
Droits TV du championnat de France de Ligue 1 et Ligue 2 (non inclus les droits vendus à l'étranger)
- 1984-1985 : 2 millions d'euros
- 1985-1986 : 4 millions d'euros

- 1998-1999 : 122 millions d'euros
- 1999-2000 : 243 millions d'euros
- 2000-2001 : 275 millions d'euros
- 2001-2002 : 351 millions d'euros
- 2002-2003 : 362 millions d'euros
- 2003-2004 : 380 millions d'euros
- 2004-2005 : 391 millions d'euros
- 2005-2006 : 550 millions d'euros
- 2006-2007 : 600 millions d'euros (430 reviennent aux clubs de L1 ; autres : clubs de D2 101, taxe Buffet 30, LFP 20, FFF 12 et UNFP)
- 2007-2008 : 650 millions d'euros
- 2008-2012 : 668 millions d'euros
- 2012-2016 : 607 millions d'euros

La répartition des droits entre clubs de Ligue 1 est la suivante :
46,6 % sont repartis équitablement entre les vingt clubs; 27,9 % sont attribués en fonction du classement : 23,3 % au titre de l'année en cours, de 15 millions pour le premier à 0 pour un relégué, et 4,6 % selon le classement sur les cinq dernières saisons; 25,4 % sont attribués en fonction du nombre de retransmissions.
- 2016-2020 : 748,5 millions d'euros
- 2020-2024 : 1,153 milliard d'euros

Droits TV du championnat d'Angleterre de Premier League (non inclus les droits vendus à l'étranger)
- 1988-1992 : 52 millions de livres sterling par saison en moyenne
- 1992-1996 : 76 millions de livres sterling par saison en moyenne
- 1996-2000 : 168 millions de livres sterling par saison en moyenne
- 2000-2004 : 320 millions de livres sterling par saison en moyenne
- 2004-2007 : 341 millions de livres sterling par saison en moyenne
- 2007-2010 : 567 millions de livres sterling par saison en moyenne
- 2013-2016 : 755 millions de livres sterling par saison en moyenne[12]
- 2016-2019 : 1,7 milliard de livres sterling par saison en moyenne

Droits TV de la Ligue des champions et entre parenthèses de la Ligue Europa par zone de diffusion. Saison 2009-2010, selon Footbiz
- Angleterre : 179 millions d'euros (3 millions d'euros)
- Italie : 98 millions d'euros (7,8 millions d'euros)
- Espagne : 91 millions d'euros (9,2 millions d'euros)
- Allemagne : 85 millions d'euros (9,3 millions d'euros)
- France : 52 millions d'euros (7,8 millions d'euros)
- Croatie : 10 millions d'euros (1,8 million d'euros)

Montants des droits TV de la Coupe du monde
| Année | Droits TV                        | Audience mondiale cumulée¹        |
| ----- | -------------------------------- | --------------------------------- |
| 1990  | 95 millions de francs suisses    | 26,7 milliards de téléspectateurs |
| 1994  | 110 millions de francs suisses   | 32,1 milliards de téléspectateurs |
| 1998  | 135 millions de francs suisses   | 33,4 milliards de téléspectateurs |
| 2002  | 1 300 millions de francs suisses | 28,8 milliards de téléspectateurs |
| 2006  | 1 500 millions de francs suisses |                                   |

¹: Chine non incluse. Avec la Chine, la CM 1998 arrive à 40 milliards d'audience et celle de 2002 à 42,6 milliards. L'audience cumulée consiste à additionner les téléspectateurs au cours de tous les matchs d'une phase finale de la Coupe du monde. Audience moyenne pour un match de la CM 2002 : environ 659 millions de téléspectateurs.

### Meilleures audiences en France

#### Époque de l'audimat (1977-1988)
| Date | Match               | Compétition            | Audience TV |
| ---- | ------------------- | ---------------------- | ----------- |
| 1982 | France - Allemagne  | demi-finale CM 1982    | 30 000 000  |
| 1982 | France - Angleterre | premier tour CM 1982   | 25 000 000  |
| 1984 | France - Espagne    | finale Euro 1984       | 24 000 000  |
| 1977 | France - Bulgarie   | qualifications CM 1978 | 23 000 000  |
| 1985 | Bordeaux - Juventus | demi-finale C1 1985    | 21 000 000  |

#### Époque dumédiamat(depuis1989)
Depuis 1989, 11 programmes ont réuni plus de 20 millions de téléspectateurs.
À titre de comparaison, le programme non lié au sport ayant eu la meilleure audience depuis 1989 est l'émission de divertissement Le Grand bluff de Patrick Sébastien diffusée le 26 décembre 1993 : 17 350 000.
Liste des matchs télévisés domestiques des principaux championnats
|   | Championnat    | Lien des diffusions des matchs de football |
| - | -------------- | ------------------------------------------ |
| 1 | Premier League | https://foot-tv.com/premierleague.php      |
| 2 | Bundesliga     | https://foot-tv.com/bundesliga.php         |
| 3 | Liga           | https://foot-tv.com/liga.php               |
| 4 | Serie A        | https://foot-tv.com/seriea.php             |
| 5 | Ligue 1        | https://foot-tv.com/ligue1.php             |
| 6 | Liga Nos       | https://foot-tv.com/liganos.php            |